# Mikel Koliqi
Mikel Koliqi (ur. 29 września 1902 w Szkodrze, zm. 28 stycznia 1997 tamże) – albański kardynał, kompozytor, brat Ernesta.

## Życiorys
Pochodził z wielodzietnej rodziny kupieckiej – był synem Shana Koliqiego i Agi z d. Simoni. Szkołę jezuicką ukończył w rodzinnej Szkodrze. Po jej ukończeniu w 1911 roku kontynuował naukę w Monzy, Brescii i w Bari wraz ze swoim bratem Ernestem. Na uniwersytecie mediolańskim równolegle odbywał studia techniczne i teologiczne. W wolnych chwilach występował w zespole muzycznym, założonym przez studentów. 30 maja 1931 roku przyjął święcenia kapłańskie z rąk abp Lazera Mjedy. Rozpoczął pracę w parafii szkoderskiej, a także w działającej przy miejscowej katedrze Scuola Cantorum. W 1936 r. został proboszczem w Szkodrze. W czasie wojny Koliqi założył i wydawał pismo Kumbona e se dieles (Dzwon Niedzielny).  Pismo zostało zamknięte w lutym 1945 r., tuż po aresztowaniu Koliqiego. Za działalność wrogą wobec państwa komunistycznego Koliqi został skazany na cztery lata więzienia. Na wysokość wyroku wpłynął także fakt, że jego brat Ernest współpracował z okupacyjnymi władzami włoskimi. Uwolniony w 1949 roku został aresztowany ponownie w 1952 roku i skazany na 15 lat więzienia. W sumie spędził w więzieniach 38 lat, uwolniony na mocy amnestii w 1986 roku. Był najstarszym duchownym katolickim, który przeżył okres prześladowań.
W 1990 podjął ponownie pracę w parafii szkoderskiej; w styczniu 1992 roku został mianowany honorowym prałatem papieskim. Na konsystorzu, odbywającym się 28 listopada 1994 roku, został mianowany kardynałem przez papieża Jana Pawła II z tytułem Kardynała-Diakona Ognissanti in Via Appia Nuova; ze względu na podeszły wiek zwolniony został z przyjęcia sakry biskupiej. Był pierwszym Albańczykiem, który w czasach nowożytnych został kardynałem. Po wypadku, któremu uległ w 1995 roku nie powrócił już do zdrowia. 25 grudnia 1996 roku, prezydent Sali Berisha przyjechał do jego domu, aby leżącego na łożu śmierci Koliqiego udekorować odznaczeniem Nderi i Kombit (Honor Narodu).
Zmarł w styczniu 1997 i został pochowany w krypcie archikatedry szkoderskiej.

## Działalność artystyczna
Koliqi był kompozytorem-samoukiem. Napisał muzykę do trzech dramatów Dom Ndre Zadei. Najsłynniejszy z tych poematów muzycznych Rozafa miał uroczystą premierę 26 kwietnia 1936 roku w teatrze jezuickim w Szkodrze. Kolejne dwa jego utwory o tematyce patriotycznej: Rrrethimi e Shkodres (Oblężenie Szkodry) i Ruba e kuqe (Czerwona chusta) wystawiono w roku 1937.